# The Threat Is Real
The Threat Is Real è un singolo del gruppo musicale statunitense Megadeth, il secondo estratto dal quindicesimo album in studio Dystopia e pubblicato il 27 novembre 2015.

## Pubblicazione
Reso disponibile per l'ascolto dal gruppo a partire dal 25 novembre 2015, il singolo è stato commercializzato in formato 12" in concomitanza con il Black Friday del Record Store Day.

## Tracce
Download digitale
1. The Threat Is Real – 4:22 (Dave Mustaine)

12"
- Lato A

1. The Threat Is Real – 4:22 (Dave Mustaine)

- Lato B

1. Foreign Policy – 2:28 (Lee Ving) – originariamente interpretata dai Fear

## Formazione
Gruppo
- Dave Mustaine – voce, chitarra
- Kiko Loureiro – chitarra
- David Ellefson – basso
- Chris Adler – batteria

Altri musicisti
- Blair Masters – tastiera, programmazione
- Eric Darken – percussioni
- Chris Rodriguez – cori aggiuntivi
- Farah Siraj – voce aggiuntiva

Produzione
- Dave Mustaine – produzione
- Chrois Rakestraw – ingegneria del suono, co-produzione
- Jeff Balding – produzione aggiuntiva
- Cameron Webb – pre-produzione
- Josh Wilbur – missaggio
- Ted Jensen – mastering